# Víly (opera)
Víly (Die Feen) je první dokončená opera Richarda Wagnera napsaná na libreto skladatele podle Carla Gozziho. Za života skladatele nebyla nikdy uvedena a své premiéry se dočkala až pět let po jeho smrti (a 55 let od napsání), 29. června 1888 v Královském dvorním a národním divadle v Mnichově. Jedná se o romantickou operu o třech dějstvích.

## Vznik díla
Na kompozici opery začal Wagner patrně pracovat v roce 1833. Vytvořil i vlastní libreto, a to podle dvou dramat Carla Gozziho, Žena had z roku 1792 a Havran z roku 1761. K dokončení opery došlo v lednu 1834. Jeho následný pokus o uvedení opery v Lipsku však selhal. Od podzimu 1835 již Wagner na uvedení opery zcela rezignoval. K Vánocům 1865 tak věnoval její originální partituru svému podporovateli bavorskému králi Ludvíku II Bavorskému.

## Charakteristika díla
Na rozdíl od Wagnerových pozdějších oper jsou Víly zkomponované ještě ve stylu německé romantické opery. Při jejich tvorbě byl Wagner pod silným vlivem Carla Maria von Webera a Heinricha Marschnera.

## Inscenační historie
I když odezva kritiky na mnichovskou premiéru opery v roce 1888 byla spíše rozpačitá, zaznamenala do roku 1891 celkem 50 repríz. V Mnichově byla později uvedena ještě v letech 1895 a 1899. V roce 1893 měly Víly premiéru v Praze a v roce 1914 v Curychu. K dalšímu uvedení došlo až ve 30. letech minulého století. Trvale se však tato opera v repertoáru evropských divadel nikdy neuchytila.
Z nejnovějších inscenací této opery stojí za zmínku inscenace v Košicích v květnu 2017 v režii Lubora Curka, kterou nastudoval dirigent Robert Jindra. Její originalita spočívala především v propojení Wagnerovy opery s příběhem zmiňovaného bavorského krále Ludvíka II Bavorského.